# Kadeš
Kadeš je bil starodavno mesto v Levantu blizu prehodne plitvine na reki Oront. Mesto je bilo pomembno predvsem v pozni bronasti dobi in omenjeno v Amarnskih pismih. V bližini mesta je bila v 13. stoletju pr. n. št.  slavna bitka pri Kadešu med Hetitskim n Egipčanskim cesarstvom. 

## Ime in lokacija
Ime je izpeljano iz zahodnosemitskega (kanaanskega) korena Q-D-Š – svet.  Egipčanska različica imena je Qdšw, hetitska  pa Kadeš. V akadščini je več različic imena, na primer Kinza, Kidša in Gizza.
Kadeš so arheologi prepoznali v ruševinah v  Tell Nebi Mendu približno  24 kilometrov jugozahodno od Homsa v bližini sodobne sirske vasi Tell al-Nabi Mando. Kadeški napisi pravijo, da je bil Kadeš v bližini Tunipa v deželi Amurru.
Nekateri arheologi istovetijo Kadeš z mestom Kaditis, ki ga omenja Herodot (2.159). Kaditis bi lahko bila tudi Gaza.

## Zgodovina

### Zgodnja zgodovina
Tell Nebi Mend je bil prvič naseljen v bakreni dobi. V zgodovinskih dokumentih je bil Kadeš prvič omenjeno v arhivu mesta Mari v 18. stoletju pr. n. št kot glavni stan Iši-Adduja, kralja Katne, iz katerega je nadziral zatiranje upora južno od mesta.
V obdobju od 1500 pr. n. št. do 1285 pr. n. št. je bil pod vplivom rastočega  Hetitskega cesarstva in tarča vojnih pohodov večine faraonov iz Osemnajste egičanske dinastije. 
Od leta 1504 pr. n. št do 1492 pr. n. št. je v Sirijo vdiral faraon Tutmoz I. na pohodih proti hetitski vazalni državi Mitani. V obdobju kraljice Hačepsut vojnih pohodov proti Kadešu ni bilo, ker se je faraonka ukvarjala predvsem z razvijanjem trgovanja preko Rdečega morja in proti jugu.  
Kadeš je bil omenjen kot eno od dveh kanaanskih mest (drugo je bilo Megido), ki sta vodili koalicijo mestnih držav, ki so se upirale osvajanjem Tutmoza III. v Levantu. K organiziranju koalicije je kralja Kadeša verjetno spodbudil mitanski kralj. Mitani je bil glavni rival Egipta za prevlado v Levantu.  Poraz Mitanija v bitki pri Megidu je nazadnje omogočil razširitev egipčanske oblasti  na Kadeš in ostanek južne Sirije.
Egipčanski faraoni od Amenhotepa II. (vladal 1427–1401 pr. n. št.) do  Horemheba (vladal 1306 (ali 1319)-1292 pr. n. št.) 
so stalno napadali Kanaan, ki je kljub temu ostal stoletje in pol neodvisen od egipčanske oblasti.

### Amarnska pisma
Korespondenca med vladarjem Kadeša in faraonom Ehnatonom se je ohranila med Amarnskimi pismi. V takratnem akadskem jeziku se je Kadeš imenoval Kidšu.
V primarnih virih so se ohranila imena treh kadeških kraljev: Suttarna ali Sutatara (okoli 1350 pr. n. št.), Etakkama (okoli 1340. let) in njegov sin Ari-Tešub (okoli 1330-1325 pr. n. št.).

### Seti I.
Egipčanska okupacija Kadeša je trajala do faraona Ehnatona, potem pa so ga zasedli Hetiti. Tutankamon in Horemheb sta poskušala ponovno osvojiti mesto, vendar jima ni uspelo. Seti I. je bil bolj uspešen. Leta 1306 pr. n. št. je porazil heitsko vojsko, ki je branila mesto, in skupaj s sinom Ramzesom II. triumfalno vstopil v mesto. V Kadešu je postavil stelo zmage. Njegov uspeh je bil samo začasen. Ko se je vrnil v Egipt, se  je hetitski kralj Muršili II. takoj odpravil na vojni pohod proti jugu, da bi ponovno osvojil Kadeš in iz njega naredil hetitsko obrambno trdnjavo v Siriji. Hetiti so v Levantu vladali preko podkralja v Karkemišu.

### Bitka pri Kadešu
Kadeš  je najbolj znan po eni od najbolje dokumentiranih bitk starega veka, bitki pri Kadešu med supersilama 13. stoletja pr. n. št.: Egipčanskim in Hetitskim imperijem. Kadeš, ki je bil pred bitko približno 150 let pod egipčansko oblastjo, je moral po egipčanskem porazu  priznati hetitsko nadoblast in postal obmejno mesto med obema rivalskima imperijema. 
Faraon Ramzes II. se je agresivno odzval na hetitsko prodiranje proti jugu in zasedel obalno državo Amurru. V petem letu vladanja je leta 1274 pr. n. št. je zbral veliko vojsko bojnih voz in pešakov in se odpravil na 1600 km dolg pohod, da bi ponovno osvojil Kadeš. Egipčanska in hetitska vojska sta se udarili pri Kadešu v največji znani  bitki bojnih voz v zgodovini. V  bitki na ravnini južno od mesta in zahodno od reke Oront je bilo na obeh straneh udeleženih 5.000-6.000 voz.  Izid bitke je bil neodločen. 
Naslednje leto so Hetiti krenili proti jugu in osvojili Amurru, Egipčani pa proti severu in nadaljevali svojo ekspanzijo v Sirijo. Prebivalci Kadeša so izkopali kanal do Oronta in mesto spremenili v otok. 
V naslednji bitki pri Kadešu so Egipčani skorajšen poraz obrnili v svoj prid in uničili nasprotnikovo vojsko.  Hetitski vohuni so prepričali Egipčane, da je hetitska vojska mnogo dlje, kot je bila v resnici, potem pa so Hetiti z nenadnim napadom presenetili Egipčane v njihovem taboru. Egipčansko vojsko je rešil prihod vojske iz Amurruja. Bitka je bila neodločena, vendar sta obe vojski razglasili  svojo zmago.

#### Posledice
Po bitki je Kadeš ostal pod hetitsko oblastjo, Amurru se je vrnil v hetitski tabor, hetitska vojska pa je nadaljevala prodiranje proti jugu vse do Upija v okolici Damaska. Slepa ulica, v katero sta zašla oba imperija, je nazadnje privedla do mirovnega sporazuma med  Ramsesom II. in  Hatušilijem III. nekaj desetletij kasneje. Njun sporazum se šteje za prvi ohranjeni mednarodni mirovni sporazum.

## Propad  Kadeša
Kadeš so okoli leta 1178 pr. n. št. napadla in uničila Ljudstva z morja. Helenistične ostanke mesta so odkrili v zgornjih slojih griča, katerega vrh je še vedno naseljen. V  bizantinskem obdobju je bilo pod gričem mesto, ki se je verjetno imenovalo   Laodicea ad Libanum. V islamskem obdobju je grič dobil ime po lokalnem muslimanskem svetniku ali preroku Nebi Mendu. 

## Vira
- Ziegler, Nele (2007):  Les données des archives royales de Mari. sur le milieu naturel et l'occupation humaine en Syrie centrale v Daniele Morandi Bonacossi:  Urban and Natural Landscapes of an Ancient Syrian Capital. Settlement and Environment at Tell Mishrifeh/Qatna and in Central-Western Syria, Proceedings of the International Conference held in Udine9-11 December 2004, Studi archeologici su Qatna. 1. Forum Editrice Universitaria Udinese. ISBN 978-88-8420-418-9.
- Sergey Ignatov: Dardanians, Moesians and Phrygians in the Qadesh Inscriptions of Ramses II, Thracia  11, Sofija 1995.